# ブロントテリウム
ブロントテリウム (Brontotherium) は始新世末期から漸新世前期（約4,000万年前〜約3,100万年前）に生息した哺乳類。奇蹄目・ブロントテリウム科。鼻の上に角を持つ大型の草食動物。ブロントテリウム科は同じ奇蹄類であるサイに似るが、少々遠縁である（どちらかといえばウマに近い系統である）。学名は、「雷の獣」の意（アメリカ・インディアン=ネイティヴ・アメリカンの一つスー族の伝承より）。

## 特徴
体長約4.3m、肩高約2.5m、推定体重5t。鼻の上に大きく太いY字型の角を持つ。これは前頭骨が伸びたもので、サイが持つ体毛が固まった角とは異なる。この角は生存時、表面が皮膚に覆われたキリンなどと同様のオッシコーンであり、彼らはこの角で、儀礼的闘争を行っていたと思われる（サウスダコタ州で発見された化石には、脇腹にそれによって受けたとおぼしき傷が残っている）。
比較的大きな頭蓋骨に占める顔面の割り合いは少ないが、脳函は小さく、脳が大きかったという訳ではない。その歯は堅い草を食べる為には適しておらず、主に柔らかな水辺の植物や木の葉などを食べていたと思われ、現生のサイなどと同様のニッチを占めていたとされる。
肩付近の胸椎からは大きな棘突起が伸びており、重い頭蓋骨を支える為の筋肉の付着点となっていた。

## 名称の由来
スー族には「空に棲み、嵐の空を駆け巡る巨大な馬」についての言い伝えがあった。彼らはロッキー山脈東部のバッドランドから出土する巨大な獣の化石を、その「馬」のものだと考えていた。マーシュはこの伝承にちなみ、この生物に「雷の獣」を意味する名を与えた。

## 分布
北アメリカ大陸に生息。当時活発に噴火を続けたロッキー山脈の麓に群生していたらしく、集団で火山灰に埋まった状態の化石が発見されている。

## 分類
全ての研究者の同意を得られている訳ではないが、2004年に発表された新たな分類によれば、ブロントテリウム属はブロントプス属などとともにメガセロプス属に含まれるとされる。